# Lucio Giulio Iullo (tribuno consolare 388 a.C.)
Lucio Giulio Iullo (in latino Lucius Iulius Iullus; fl. IV secolo a.C.) è stato un politico e militare romano.

## Primo tribunato consolare
Nel 388 a.C. fu eletto tribuno consolare con Tito Quinzio Cincinnato Capitolino, Quinto Servilio Fidenate, Lucio Lucrezio Tricipitino Flavo, Lucio Aquilio Corvo e Servio Sulpicio Rufo.
I tribuni guidarono i romani in una serie di razzie nei territori degli Equi e in quelli di Tarquinia, dove presero con la forza Cortuosa e Contenebra, che furono saccheggiate.
Intanto a Roma i tribuni della plebe cercarono di portare la discussione sulla suddivisione dell'agro pontino, strappato ai Volsci l'anno precedente.

## Secondo tribunato consolare
Nel 379 a.C. fu eletto tribuno consolare con Publio Manlio Capitolino, Gaio Sestilio, Marco Albinio e Lucio Antistio.
Rimase a Roma mentre il comando delle azioni contro i Volsci fu affidato, con una procedura straordinaria a Publio Manlio Capitolino, e a suo fratello Gaio Manlio. Nonostante l'imperizia dei comandanti, la campagna non si risolse in una completa disfatta, grazie al valore dei soldati.